# イシアル・ボジャイン
イシアル・ボジャイン（Icíar Bollaín, 1967年6月12日 - ）は、スペイン・マドリード出身の映画監督・脚本家・女優。フルネームはイシアル・ボジャイン・ペレス＝ミンゲス（Icíar Bollaín Pérez-Mínguez）。イシアル・ボリャインと表記されることもある。

## 経歴
父親は航空技術者、母親は音楽教師である。イシアル・ボジャインは1967年にマドリードで生まれ、双子の姉妹としてマリーナ・ボジャインがいる。自由な気風の家庭で育ったため、イシアルとマリーナは幼少期から芸術に興味を示し、イシアルは映画製作の道に進み、マリーナはオペラ歌手になるために学んだ。14歳の時、イシアルはビクトル・エリセ監督の『エル・スール』（1983年）に出演し、謎めいた父親の秘密を探る少女エストレーリャの役を演じた。18歳以降、イシアルとマリーナはおじのフアン・セバスティアン・ボジャインが監督した2本の映画、『Las dos orillas』（1987年）と『Dime una mentira』（1992年）に出演した。イシアルはまた、フェリペ・ベガ監督、マヌエル・グティエレス・アラゴン監督、ホセ・ルイス・ボラウ監督などの作品にも出演した。イギリス人のケン・ローチ監督がイシアルの赤髪に興味を抱き、スペイン内戦を描いた『大地と自由』（1995年）に配役された。ローチ監督との仕事について、後にイシアルは『Ken Loach: un observador solitario』という書籍を執筆した。
23歳の時に「La iguana」（イグアナ）という映画制作会社を設立し、『Baja Corazón』（1992年）、『Los Amigos del muerto』（1995年）という2本の短編映画を制作した。フェルナンド・コロモの支援を受け、1995年には初監督作品として『Hola ¿estas sola? 』（やあ、君はひとりなの?）を制作した。地上の楽園を見つけることを夢見て、海に向かって長い旅に出かける2人の少女についての物語である。2作目の長編『Flores de otro mundo』（別の世界からの花、1999年）では、フリオ・リャマサーレスと共同で脚本を執筆した。愛を求めて農村部に旅行する3人の女性の物語である。3作目の『Te Doy Mis Ojos』（私の目を取って、2003年）はゴヤ賞で作品賞、監督賞、主演女優賞（ライア・マルル）、主演男優賞（ルイス・トサール）、助演女優賞（カンデラ・ペーニャ）、脚本賞、音響賞の7部門を受賞し、その他にも新人女優賞（エリサベット・ヘラベルト）、編集賞にノミネートされていた。ボジャイン自身は作品賞・監督賞・脚本賞（脚本賞はアリシア・ルナと共同）を受賞した。ルイス・トサールとライア・マルルが出演したこの映画は、妻に対する夫の虐待と、生活パターンの変化に苦しむ彼らを描いた映画である。2007年の『Mataharis』はゴヤ賞で作曲賞を受賞した。
2010年の『雨さえも』では、脚本家の夫ポール・ラヴァーティとタッグを組んだ。ゴヤ賞で作品賞、監督賞、主演男優賞（ルイス・トサール）、助演男優賞（カラ・エレハルデ）、新人男優賞（フアン・カルロス・アドゥビリ）、脚本賞、作曲賞、編集賞、プロダクション賞、衣装デザイン賞、メイクアップ&ヘアスタイル賞、音響賞、特殊効果賞の13部門にノミネートされ、助演男優賞と作曲賞とプロダクション賞の3部門で受賞した。第83回アカデミー外国語映画賞のスペイン代表作品に選ばれ、9本のノミネート作品に選ばれた。この映画には劇中劇が登場し、スペインの映画制作会社がクリストファー・コロンブスの新大陸への到着を主題とした作品を取る過程で、ロケ地の農民の搾取に関する問題に巻き込まれる。ガエル・ガルシア・ベルナルが監督役を務め、ルイス・トサールがプロデューサー役を務めた。この劇中劇の中ではフアン・カルロス・アドゥビリが先住民アイマラ族の指導者役を務め、水資源の民営化のための抵抗組織の指揮を執る。アドゥビリはゴヤ賞の新人男優賞にノミネートされた。
2011年の『Katmandú, un espejo en el cielo』ではゴヤ賞の主演女優賞（ベロニカ・エチェギ）と脚色賞にノミネートされ、主演女優賞を受賞した。
2016年の『オリーブの樹は呼んでいる』ではラヴァーティと3度目のタッグを組んだ。ゴヤ賞で3部門にノミネートされたが、いずれも受賞を逃した。第89回アカデミー賞外国語映画賞にスペイン代表作品として出品されたが、ノミネートはされなかった。この作品は2017年7月1日にシネスイッチ銀座や名古屋シネマテークなどで公開された。

## 監督作品

### 長編映画
- Hola, ¿estás sola? (1995)
- Flores de otro mundo (1999)
- Te doy mis ojos (2003)
- Mataharis (2007)
- 雨さえも Tambien la lluvia (2010)
- Katmandú, un espejo en el cielo (2011)
- オリーブの樹は呼んでいる El olivo (2016)

### 短編映画
- Baja, corazón (1993)
- Los amigos del muerto (1994)
- Amores que matan (2000)
- Viajes con mi abuela (2002)

### ミュージックビデオ
- Romper (2009) アルバム『Dramas y Caballeros』、歌手 : ルイス・ラミーロ（英語版）

## 出演作品

### 長編映画
- エル・スール El Sur (1983) ビクトル・エリセ監督
- Las dos orillas (1986) フアン・セバスティアン・ボジャイン監督
- Al acecho (1987) ヘラルド・エレーロ監督
- Mientras haya luz (1987) フェリペ・ベガ（英語版）監督
- Malaventura (1989) マヌエル・グティエレス・アラゴン（英語版）監督
- Venecias (1989) パブロ・リョルカ監督
- El mejor de los tiempos (1990) フェリペ・ベガ（英語版）監督
- Doblones de a ocho (1990) アンドレス・リナレス監督
- Sublet (1991) チュス・グティエレス監督
- Un paraguas para tres (1992) フェリペ・ベガ（英語版）監督
- Entretiempo (1992) サンティアゴ・ガルシア・デ・レアニス監督
- Dime una mentira (1993) フアン・セバスティアン・ボジャイン監督
- Tocando fondo (1993) ホセ・ルイス・クエルダ監督
- Jardines colgantes (1993) パブロ・リョルカ監督
- 大地と自由 Land and Freedom (1994) ケン・ローチ監督
- El techo del mundo (1995) フェリペ・ベガ（英語版）監督
- Menos de cero (1996) エルネスト・テリェリア監督
- Niño nadie (1997) ホセ・ルイス・ボラウ（英語版）監督
- Subjudice (1997) ジョゼップ・マリア・フォルン監督
- Leo (2000) ホセ・ルイス・ボラウ（英語版）監督
- Sara, una estrella (2002) ホセ・ブリス・メンデス監督
- Nos miran (2002) ノルベルト・ペレス監督
- 石の筏に乗って La balsa de piedra (2003) ジョルジュ・シュルイツァー監督 - 日本では劇場未公開
- La noche del hermano (2005) サンティアゴ・ガルシア・デ・レアニス監督

### 短編映画
- Polvo enamorado (1990) ハビエル・ロペス・イスキエルド監督

## 受賞
ゴヤ賞
| 年   | 部門                 | 作品       | 結果       |
| ---- | -------------------- | ---------- | ---------- |
| 2010 | 雨さえも             | 監督賞     | ノミネート |
| 2010 | 雨さえも             | 脚本賞     | ノミネート |
| 2007 | Mataharis            | 監督賞     | ノミネート |
| 2007 | Mataharis            | 脚本賞     | ノミネート |
| 2003 | Te doy mis ojos      | 監督賞     | 受賞       |
| 2003 | Te doy mis ojos      | 脚本賞     | 受賞       |
| 2000 | Leo                  | 主演女優賞 | ノミネート |
| 1999 | Flores de otro mundo | 脚本賞     | ノミネート |
| 1995 | Hola, ¿estás sola?   | 脚色賞     | ノミネート |

## 著書
- Bollaín, Icíar (1996). Ken Loach, un observador solitario. El País-Aguilar. ISBN 8403597347